# 三烛光鱼
三烛光鱼（学名：Polyipnus triphanos）为褶胸鱼科烛光鱼属的鱼类。分布于台湾岛等，屬深海魚類，棲息深度可達331公尺，體長可達4.7公分。该物种的模式产地在菲律宾附近。

## 扩展阅读
維基物種上的相關：三烛光鱼